# Bakumatsu
1853–1868
Entités précédentes :
- Sakoku

Entités suivantes :
- Ère Meiji
- Empire du Japon

La fin du shogunat Tokugawa ou Bakumatsu (幕末) est la période de 1853 à 1868 durant laquelle le Japon mit fin à sa politique isolationniste, le sakoku, et modernisa le système féodal du shogunat pour donner naissance au gouvernement Meiji. Cette période marque ainsi la fin de l'époque d'Edo et précède l'ère Meiji. Les principales factions idéologiques et politiques  en présence étaient d'une part, les tenants pro-impérialistes Ishin Shishi (nationalistes patriotes), et d'autre part les forces shogunales. Si ces deux groupes étaient les plus puissants, de nombreuses autres factions tentèrent de profiter du chaos de cette époque pour s'emparer du pouvoir.
De plus, deux autres courants accentuèrent les dissensions : d'abord le mécontentement croissant des tozama daimyō (les seigneurs exilés), soutenu par une partie de la classe des kuge autour de l'empereur, ensuite le sentiment anti-occidental grandissant face à l'arrivée du commodore Perry et aux traités inégaux. Le premier venait des seigneurs ayant combattu contre les forces de Tokugawa à Sekigahara (vers l'an 1600) et qui avaient ensuite été exilés définitivement loin des positions décisives pendant le shogunat. Le second s'exprime par la devise Sonnō jōi (« révérer l'empereur, expulser les barbares »). Le moment décisif du bakumatsu eut lieu pendant la guerre de Boshin à la bataille de Toba-Fushimi, où les forces du shogunat furent vaincues.

## La convention de Kanagawa (1854)
L'arrivée du commodore Matthew C. Perry et de son escadron de quatre vaisseaux dans la baie d'Edo en juillet 1853 plongea le bakufu (shogunat) dans la tourmente. Le chef des conseillers supérieurs, Abe Masahiro (1819-1857), fut chargé de négocier avec les Américains. Sans précédent pour gérer une telle menace pour la sécurité du pays, Abe tenta de concilier les désirs des conseillers qui voulaient trouver un compromis avec les étrangers, ceux de l'empereur qui voulait renvoyer les étrangers, et ceux des daimyos (seigneurs féodaux) qui voulaient la guerre.
En l'absence de consensus, Abe finit par accepter les demandes de Perry en ouvrant le Japon au commerce étranger, tout en faisant des préparations militaires. En mars 1854, la convention de Kanagawa, tout en maintenant l'interdiction du commerce, ouvrit trois ports (Nagasaki, Shimoda et Hakodate) aux bateaux américains à la recherche de provisions, garantit un bon traitement aux marins américains naufragés, et permit à un consul américain de s'installer à Shimoda, un port sur la péninsule d'Izu au sud-ouest d'Edo.

### Troubles politiques et modernisation

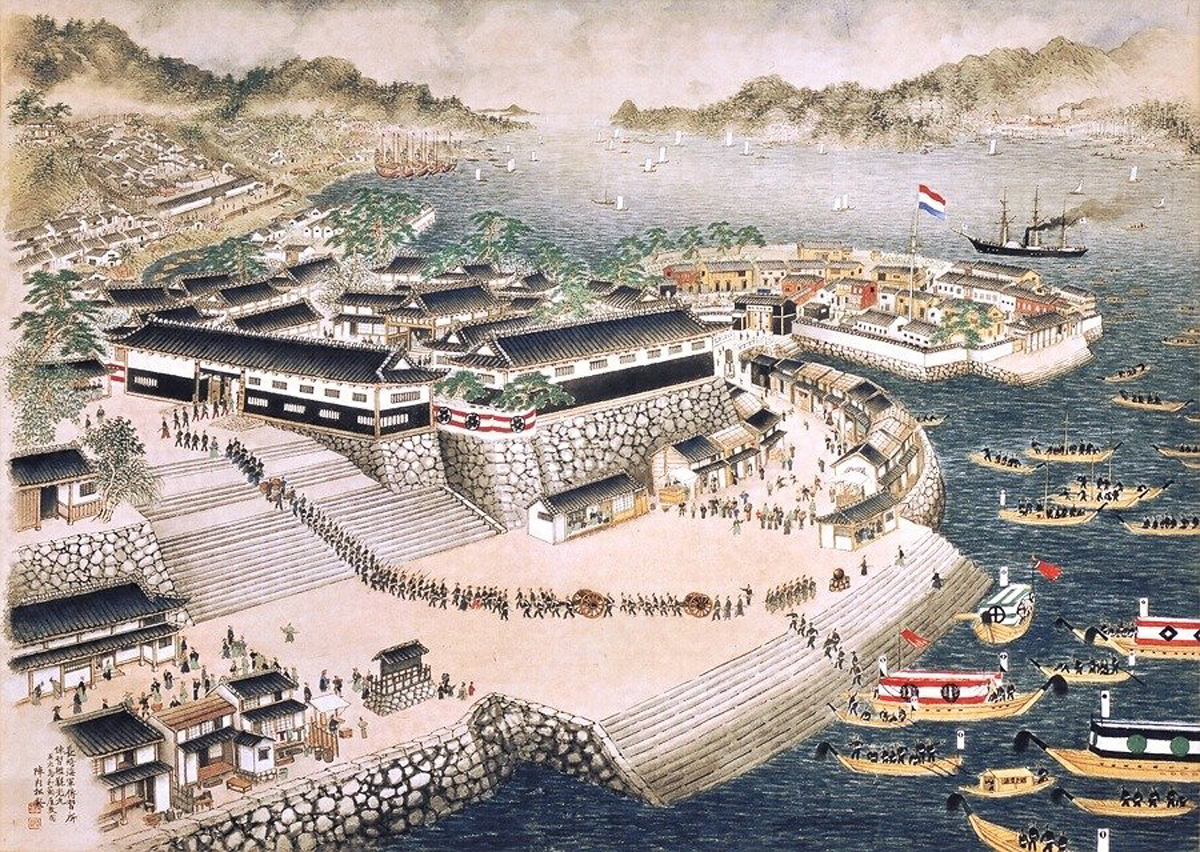
Le centre d'entraînement naval de Nagasaki, près de Dejima.

Les dégâts sur le bakufu furent considérables. Débattre sur la politique du gouvernement était inhabituel, et avait fait émerger des critiques du bakufu. Dans l'espoir de trouver de nouveaux alliés, Abe, à la grande consternation du fudai, consulta également les shinpan et les tozama daimyō, ce qui mina encore plus le bakufu déjà affaibli.
Durant la réforme Ansei (1854-1856), Abe tenta de renforcer les défenses en commandant des navires de guerre et des armements néerlandais, et en construisant de nouvelles défenses portuaires. En 1855, avec l'aide des Pays-Bas, le Japon reçut son premier navire de guerre à vapeur, le Kankō Maru, qui était utilisé pour l'entraînement, et ouvrit le centre d'entraînement naval de Nagasaki, avec des instructeurs néerlandais ; une école militaire fondée sur le modèle occidental fut également ouverte à Edo. En 1857, le Japon acquit son premier navire à hélices, le Kanrin Maru. Les connaissances scientifiques prirent pour base les connaissances occidentales ou rangaku.
L'opposition à Abe prit de l'ampleur au sein du fudai, où les conseillers du bakufu s'opposaient aux tozama daimyō, et il fut remplacé en 1855 par Hotta Masayoshi (1810-1864). Le chef de la faction dissidente était Tokugawa Nariaki, qui combinait une grande loyauté à l'empereur avec de forts sentiments anti-étrangers, et qui reçut la charge de la défense nationale en 1854. L'école Mito, qui combinait des principes shinto et néoconfucianistes, avait pour but la restauration de l'institution impériale et le renvoi des Occidentaux.

## Le traité d'Amitié et de Commerce (1858)

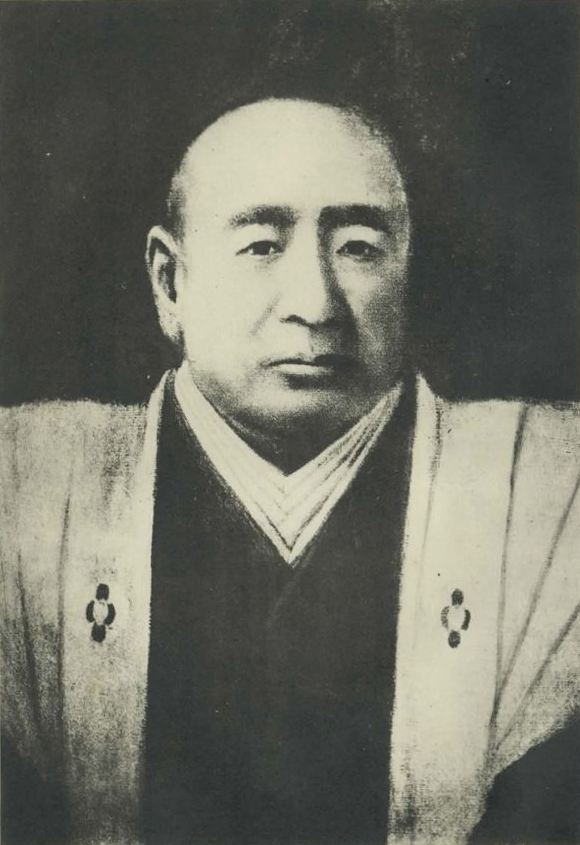
Hotta Masayoshi, rōjū du shogun et négociateur du traité Harris

Après la nomination de Townsend Harris au poste de consul des États-Unis en 1856 et deux ans de négociations, le Traité Harris ou traité d'Amitié et de Commerce  (日米修好通商条約, Nichibei Shūkō Tsūshō Jōyaku) fut signé en 1858 et mis en application à la mi-1859. Grâce à une habile manœuvre diplomatique, Harris avait abondamment commenté l'agressivité de la France et de la Grande-Bretagne face à la Chine dans la seconde guerre de l'opium (1856-1860), suggérant que ces deux pays n'hésiteraient pas à déclarer la guerre au Japon et que les États-Unis offraient une alternative pacifiste. Les points importants du traité étaient :
- l'échange d'agents diplomatiques ;
- les ports d'Edo, Kobe, Nagasaki, Niigata et Yokohama s'ouvraient au commerce avec l'étranger ;
- les citoyens américains étaient libres de vivre et de commercer dans ces ports (seul le commerce d'opium était interdit) ;
- un système d'extraterritorialité permettait aux citoyens étrangers d'être jugés selon les lois de leurs pays au lieu des lois japonaises dans les tribunaux consulaires ;
- des taxes faibles à l'exportation et à l'importation étaient fixées, sous le contrôle de l'étranger, privant ainsi le gouvernement japonais de contrôle sur le commerce international et la protection de ses propres industries (les taxes descendirent à 5 % dans les années 1860) ;
- le Japon pouvait acheter des navires et des armes américaines ; trois navires à vapeur furent livrés en 1862.

Le Japon devait également appliquer ces conditions aux autres nations étrangères, sous réserve d'accord des États-Unis. Rapidement, plusieurs pays obtinrent des traités similaires avec le Japon (Grande-Bretagne, France, Russie...). Des maisons de commerce furent mises en place dans les ports ouverts à l'étranger.

## Crises et conflits

### Crise politique
Hotta perdit le soutien des principaux daimyos et quand Tokugawa Nariaki s'opposa au nouveau traité, Hotta demanda une sanction impériale. Les juges impériaux, devinant la faiblesse du bakufu, rejetèrent la plainte, mêlant Kyoto et l'empereur à la politique pour la première fois depuis plusieurs siècles.
Quand le shogun mourut sans héritier, Nariaki fit appel à la cour pour soutenir son propre fils, Tokugawa Yoshinobu, pour la succession du shogun, une candidature soutenue par les shinpan et les tozama daimyō. Les fudai gagnèrent cette lutte de pouvoir, Naosuke Ii, en tant que tairō et shogun temporaire, fit arrêter Nariaki et son fils.
Il s'ensuivit une répression politique brutale, la purge d'Ansei, qui ne fit qu'accentuer le ressentiment contre les Tokugawa. Yoshida Shōin (1830-1859), un intellectuel sonnō-jōi influent de Chōshū, qui s'était opposé au traité et projetait une révolution contre le bakufu fut décapité. Nombre de ses disciples deviendront de hauts responsables sous l'ère Meiji. 
De nouveaux traités avec les États-Unis furent signés, mettant fin à plus de 200 ans d'isolationnisme.

### Modernisation, crise économique et soulèvements

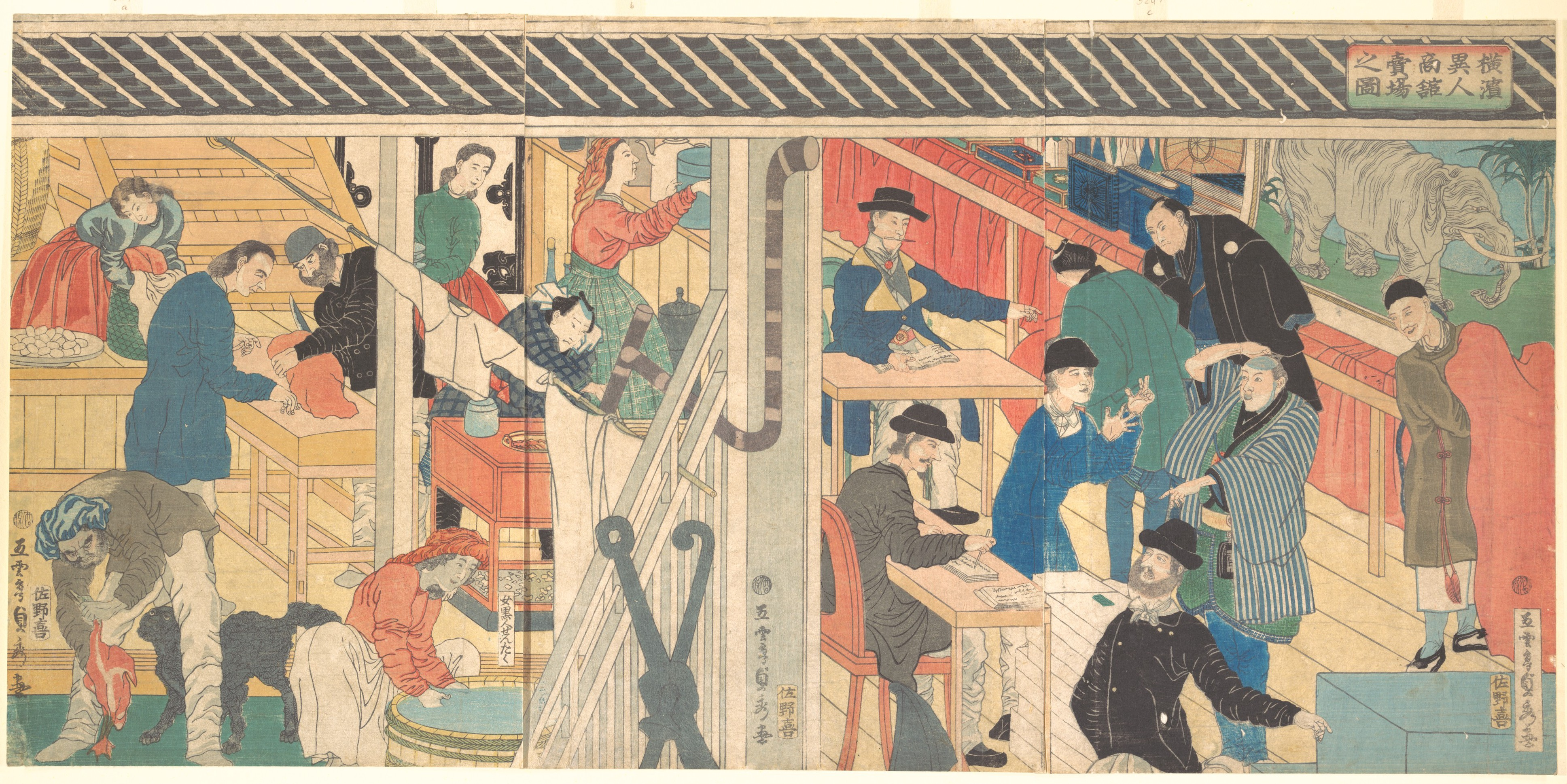
Une maison de commerce de Yokohama en 1861.

L'ouverture du Japon à un commerce extérieur incontrôlé entraîna une forte instabilité économique. Alors que certains commerçants prospéraient, beaucoup d'autres firent faillite. Le chômage augmenta ainsi que l'inflation. Dans le même temps, de fortes famines firent énormément augmenter le prix de la nourriture. Des incidents eurent lieu entre des étrangers et des Japonais.
Le système monétaire japonais s'écroula. Le taux de change traditionnel entre argent et or au Japon était de 1 pour 5, tandis que les taux étrangers tournaient plutôt autour de 1 pour 15. Ceci donna lieu à des achats massifs d'or japonais par des investisseurs étrangers, qui forcèrent les autorités japonaises à dévaluer leur monnaie.
Les étrangers apportèrent également le choléra au Japon (probablement de l'Inde) et firent des centaines de milliers de morts à cause de cette maladie.

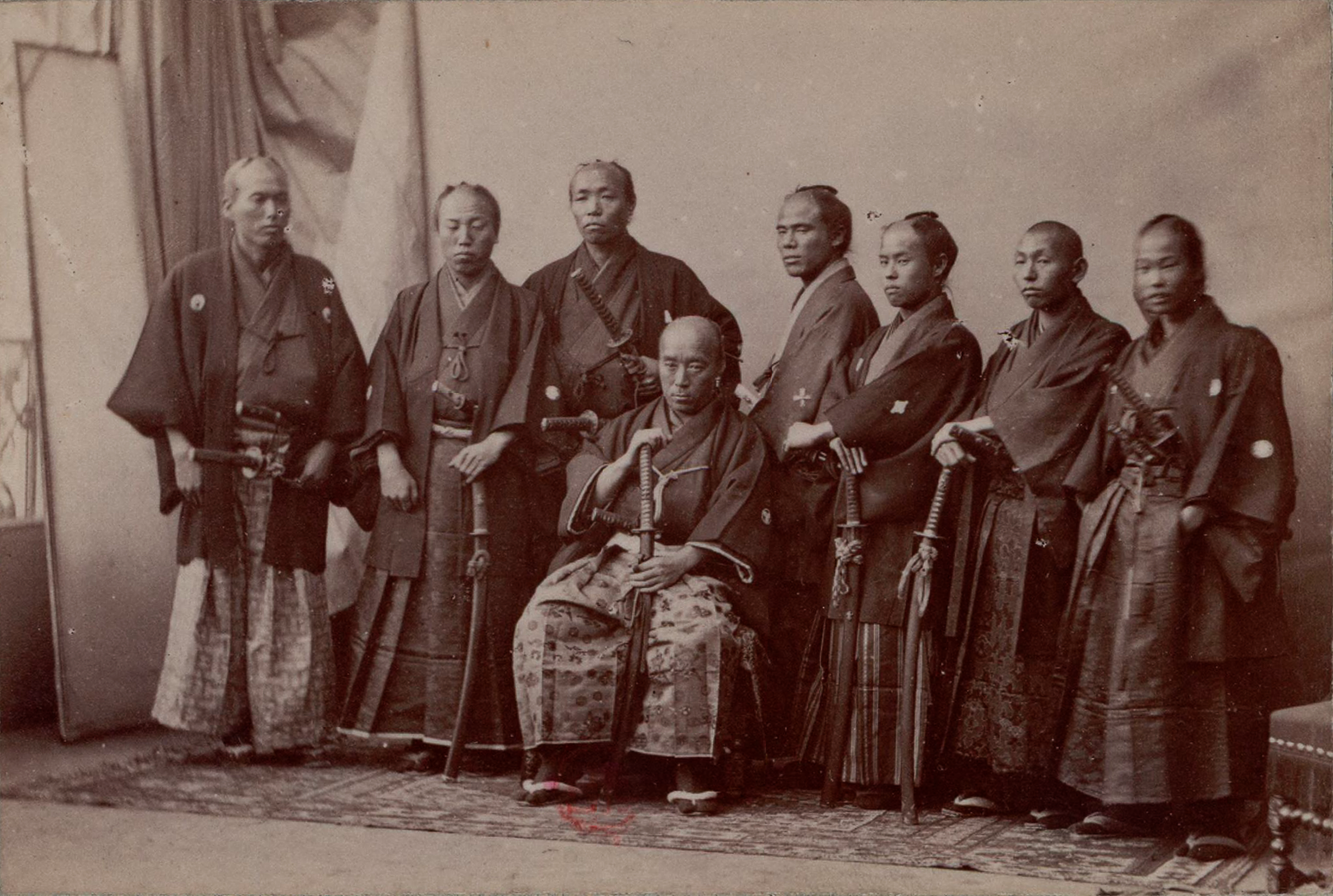
Les membres de la première ambassade japonaise en Europe (1862), autour de leur chef Shibata Sadatarō (assis).

Dans les années 1860, les révoltes paysannes (hyakushō ikki) et les violences urbaines (uchikowashi) se multiplièrent. Un mouvement de « renouveau du monde » (yonaoshi ikki) apparut, ainsi que d'autres mouvements d'hystérie comme le Eejanaika (« N'est-ce pas merveilleux »).
Le bakufu mit sur pied différentes missions, ayant pour but d'en apprendre plus sur la civilisation occidentale, faire réviser des traités inégalitaires, et retarder l'ouverture des villes et des ports au commerce extérieur. Cependant, ces efforts demeurèrent largement infructueux.
Une ambassade Japonaise aux États-Unis fut envoyée en 1860 à bord du Kanrin Maru et de l'USS Powhattan. Une première ambassade japonaise en Europe fut quant à elle envoyée en 1862.

### Meurtres d'étrangers et conflit armé

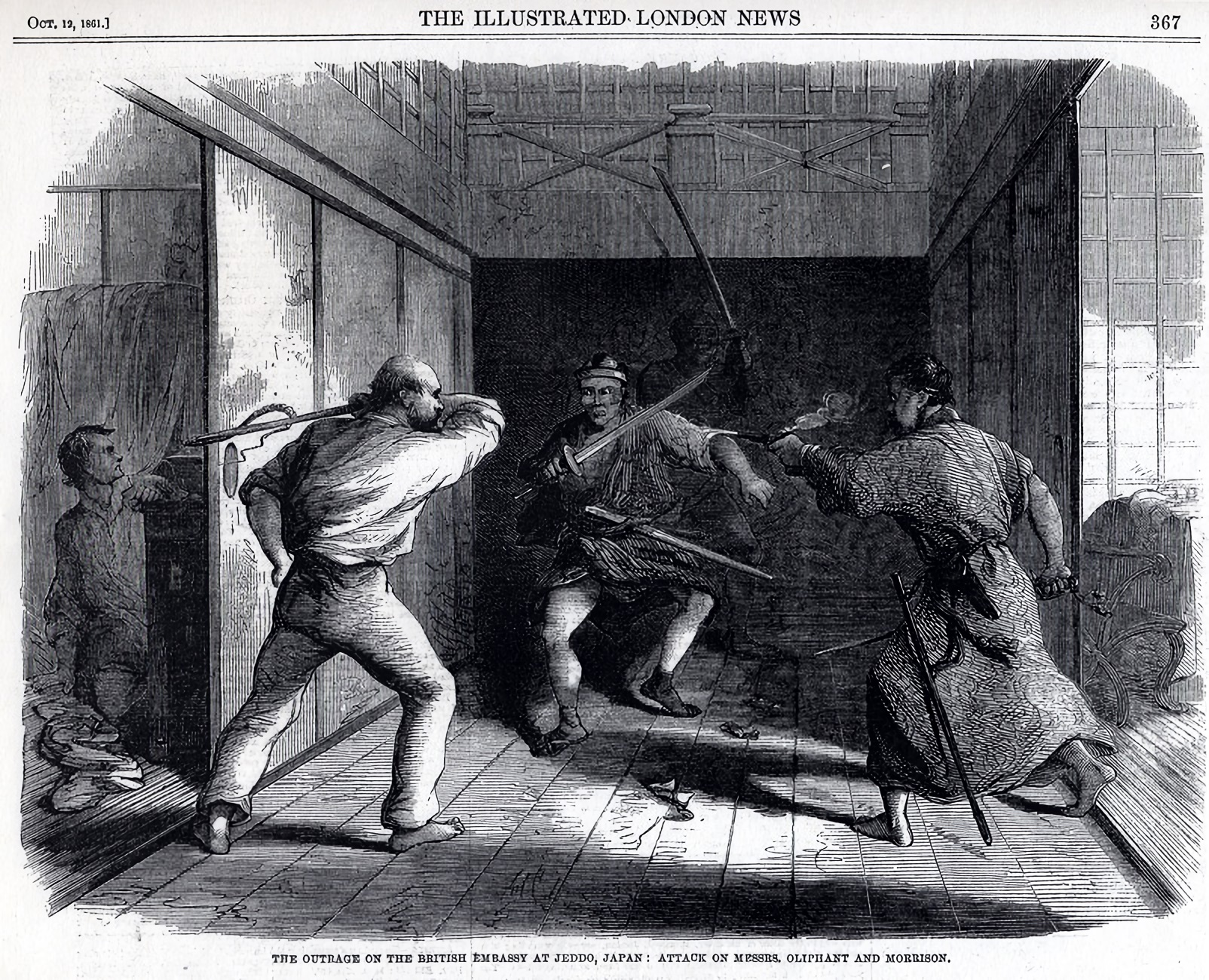
L'attaque de l'ambassade britannique en 1861 vue par le journal Illustrated London News.

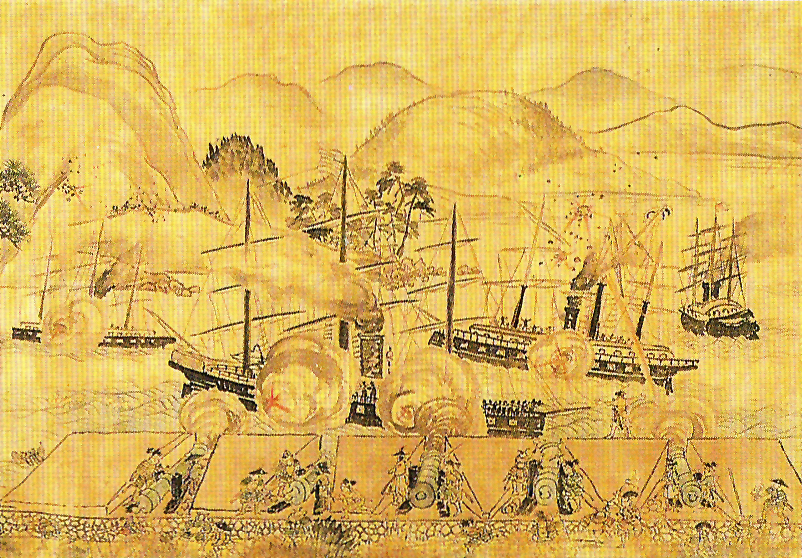
Les Japonais tirant sur les navires étrangers à Shimonoseki, peinture japonaise de 1863.

La violence grandit contre les étrangers et ceux qui commerçaient avec eux. Ii Naosuke, qui avait signé le traité Harris et qui avait fait éliminer les opposants à l'occidentalisation pendant la réforme Ansei, fut assassiné en mars 1860 près de la porte Sakuradamon du château d'Edo (incident de Sakuradamon). Henry Heusken, le traducteur néerlandais de Townsend Harris, fut tué en janvier 1861. Cette même année, la délégation britannique d'Edo fut attaquée, ce qui fit deux morts. Pendant cette période, environ un étranger était tué chaque mois. En septembre 1862, l'incident de Namamugi, dit affaire Richardson, obligea les nations étrangères à prendre des décisions violentes pour protéger leurs citoyens et garantir l'application des traités. En mai 1863, l'ambassade américaine à Edo fut incendiée.
L'opposition à l'influence occidentale dégénéra en conflit armé quand l'empereur Kōmei, rompant avec des siècles de tradition impériale, prit un rôle actif dans les affaires d'État en proclamant les 11 mars et 11 avril 1863 son « Ordre d'expulser les barbares » (攘夷実行の勅命, jōi jikkō no chokumei). Le clan Chōshū basé à Shimonoseki, sous les ordres du seigneur Mōri Takachika, suivit les ordres de l'empereur et commença à chasser les étrangers à partir du 10 mai. Défiant ouvertement le shogunat, Takachika fit tirer sans avertissement sur tous les navires étrangers qui tentaient de traverser le détroit de Shimonoseki.
Sous la pression de l'empereur, le shogunat dut proclamer la fin des relations avec les étrangers. Cet ordre fut transmis aux délégations étrangères par Ogasawara Zusho no Kami le 24 juin 1863 :
« Les ordres du Shogun, reçus de Kyoto, sont de faire fermer les ports et de faire partir les étrangers, car le peuple de notre pays ne désire pas de relations avec les pays étrangers. »
Le lieutenant-colonel Neale, chef de la délégation britannique, répondit en termes très crus, interprétant l'ordre comme une déclaration de guerre :
« C'est en fait une déclaration de guerre par le Japon contre toutes les forces du Traité, et si on n'y met pas fin immédiatement, le Japon devra en subir les conséquences par un châtiment des plus sévères et des plus mérités. »
Une seconde ambassade japonaise en Europe fut envoyée en décembre 1863 dans le but d'obtenir le soutien de l'Europe pour fermer à nouveau le Japon au commerce extérieur, et en particulier bloquer l'accès des étrangers au port de Yokohama. Mais l'ambassade fut un échec total, les Européens ne voyant aucun avantage à accéder à ces demandes.

### Rébellions internes
En 1864, éclate un soulèvement dans la région du Kantō, la rébellion de Mito, regroupant des ronin sous la bannière Sonnō Jōi. Les forces du bakufu parviennent à la contrer mais la répression fut des plus brutale.
La même année, une faction du domaine de Chōshū tente de prendre le contrôle de Kyoto et du palais impérial. Les forces de la milice spéciale du Shinsen Gumi arrêtent un grand nombre de participants lors de l'affaire Ikedaya, mais le restant du groupe met feu à la ville lors de la rébellion des portes Hamaguri, conduisant une première expédition punitive du shogunat à Chōshū.

## Interventions militaires occidentales
L'influence américaine, très importante au début, déclina à partir de 1861 avec le début de la guerre de Sécession (1861-1865) qui mobilisa toutes les ressources militaires américaines. Cette influence fut rapidement remplacée par celle de la Grande-Bretagne, de la France et des Pays-Bas.
Les deux têtes de l'opposition au bakufu étaient les clans Chōshū et Satsuma. Comme le premier était lié aux attaques de navires étrangers dans le détroit de Shimonoseki et le second à l'affaire Richardson, et que le bakufu se déclarait incapable de les punir, les forces alliées mirent en place des actions militaires directes.

### Intervention américaine (juillet 1863)

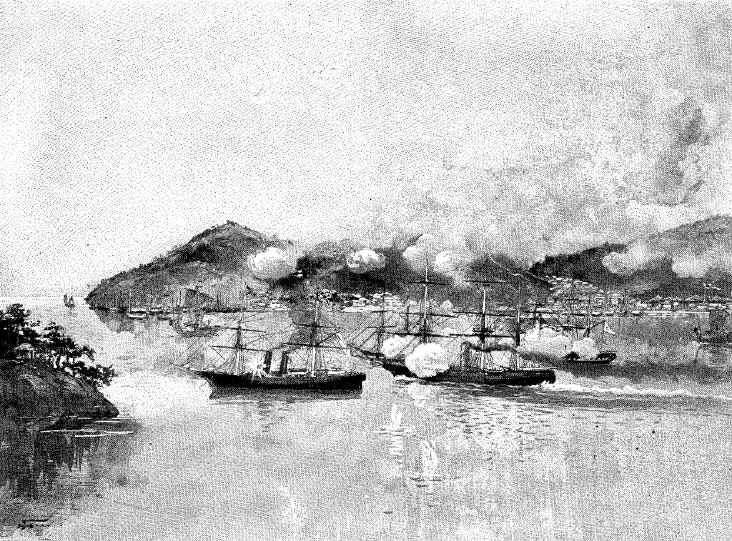
L'USS Wyoming affrontant la flotte japonaise dans le détroit de Shimonoseki, gravure de 1864.

Le matin du 16 juillet 1863, sous l'ordre du ministre Pruyn, apparemment pour répondre à l'attaque du Pembroke, le sloop USS Wyoming (en), commandée par le capitaine McDougal, s'engagea dans le détroit de Shimonoseki et attaqua la flotte rebelle, construite aux États-Unis mais dotée d'un équipage réduit. En près de deux heures de bataille sans retraite, McDougal coula un navire ennemi, en endommagea sérieusement deux autres et fit près de quarante morts chez les Japonais, tandis que le Wyoming subit également de lourds dommages, avec quatorze membres d'équipage morts ou blessés.

### Intervention française (août 1863)
Sur les traces de MacDougal et du Wyoming, deux semaines plus tard, deux navires français, le Tancrède et le Dupleix, contenant 250 hommes commandés par Benjamin Jaurès, s'engagèrent dans le détroit de Shimonoseki et détruisirent une petite ville et au moins un poste d'artillerie.

### Bombardement britannique de Kagoshima (août 1863)

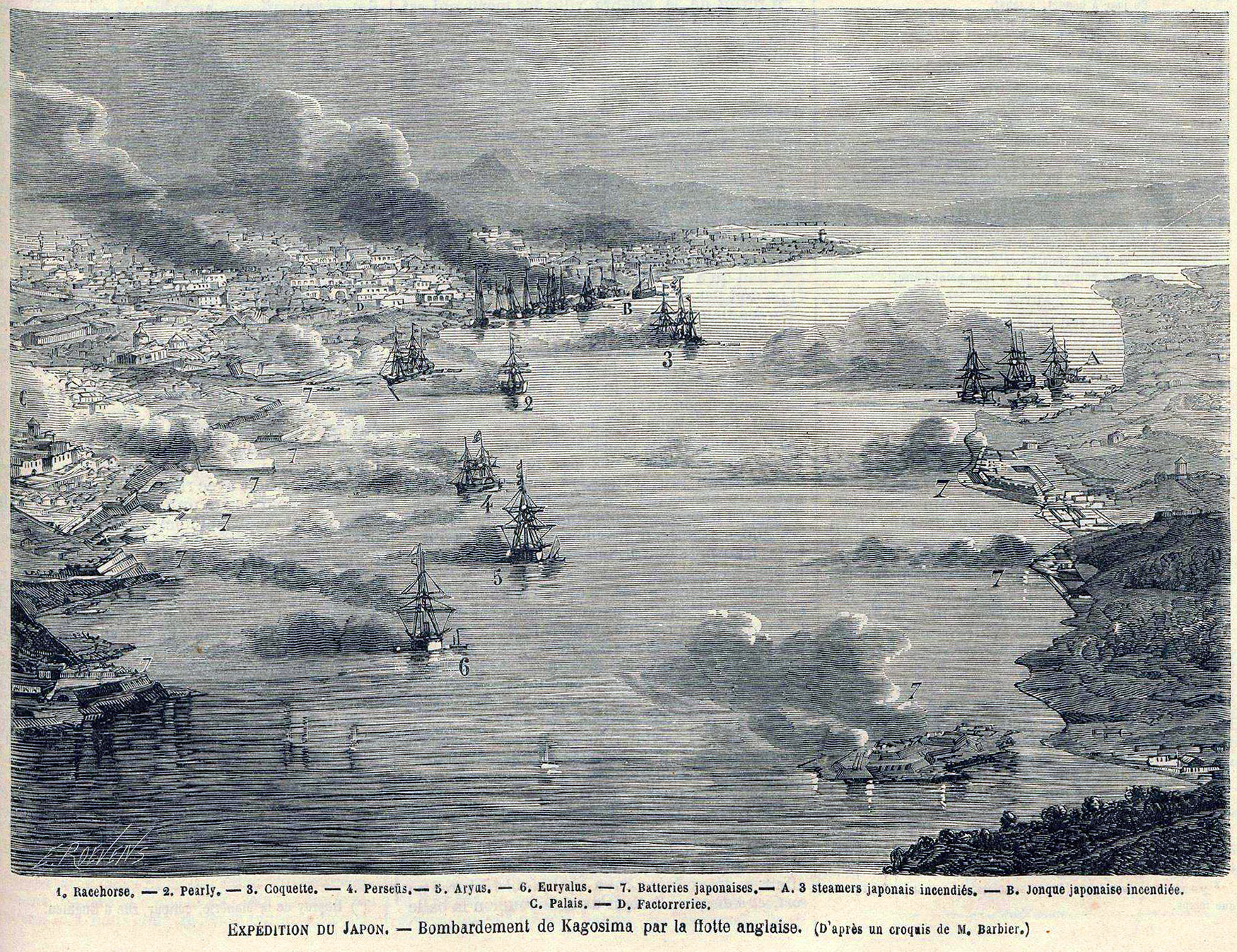
Vue d'ensemble du bombardement de Kagoshima, parue dans Le Monde illustré en 1864.

Le 15 août 1863 eut lieu le bombardement de Kagoshima, en réponse à l'incident de Namamugi et au meurtre du commerçant britannique Charles Lennox Richardson. La Royal Navy bombarda la ville de Kagoshima et détruisit plusieurs navires. Satsuma négocia par la suite et paya 25 000 livres en réparation, mais ne remit pas les meurtriers de Richardson aux Britanniques, qui acceptèrent cependant de fournir des navires de guerre à vapeur à Satsuma. Le conflit devint le point de départ d'une relation étroite entre Satsuma et les Britanniques, qui s'allièrent par la suite pendant la guerre de Boshin. Depuis le début, la province de Satsuma était généralement favorable à l'ouverture et à la modernisation du Japon. L'incident de Namamugi ne faisait pas partie de la stratégie de Satsuma, mais plus tard, il fut montré abusivement comme un exemple typique de sentiment sonnō jōi anti-étranger et comme une justification des répressions occidentales.

### Bombardement allié de Shimonoseki (septembre 1864)
Les pays occidentaux organisèrent une intervention armée contre l'opposition japonaise, le bombardement de Shimonoseki. L'intervention eut lieu en septembre 1864, combinant les forces de la Grande-Bretagne, des Pays-Bas, de la France et des États-Unis, contre le puissant daimyō Mōri Takachika du clan Chōshū basé à Shimonoseki. Le conflit manqua d'engager les États-Unis, déjà affaiblis par la guerre civile, dans une guerre contre le Japon.

### Expédition navale de Hyōgo (novembre 1865)
Le bakufu étant incapable de payer les 3 millions de livres demandées par les Occidentaux après l'intervention de Shimonoseki, les nations étrangères acceptèrent de réduire le montant, en échange d'une ratification du traité d'Amitié et de Commerce par l'empereur, d'un abaissement des taxes de douane à 5 %, et de l'ouverture des ports de Hyōgo (aujourd'hui Kobe) et d'Osaka au commerce extérieur. Afin de faire pression pour faire accepter leur demande, les Occidentaux envoyèrent un escadron de quatre navires britanniques, trois français et un néerlandais à Hyōgo en novembre 1865. Plusieurs incursions eurent lieu, jusqu'à ce que l'empereur accepte de mettre fin à son opposition au traité, en autorisant officiellement le shogun à conduire les négociations avec les forces étrangères.
Ces conflits amenèrent le Japon à réaliser qu'un conflit direct avec les forces occidentales n'était pas une solution. Tandis que le bakufu continuait ses efforts de modernisation, les daimyos de l'Ouest se modernisèrent intensivement afin de construire un Japon plus fort et à établir un gouvernement plus légitime sous la tutelle de l'empereur.

## Renouveau et modernisation dubakufu

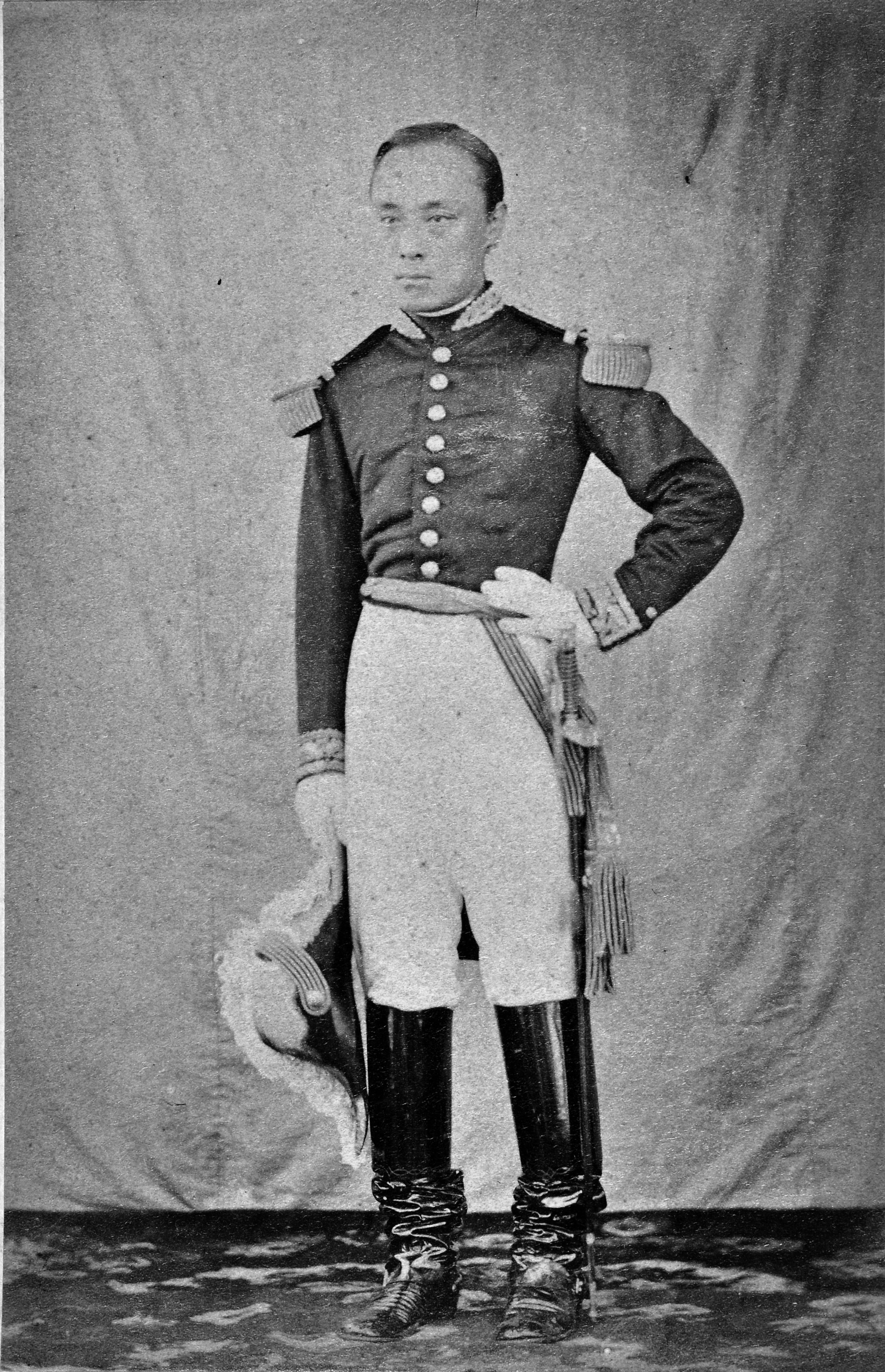
Tokugawa Yoshinobu en uniforme militaire français, en 1867.

Les dernières années du bakumatsu, virent le bakufu prendre des mesures fortes pour tenter de restaurer son influence, alors que son implication dans la modernisation et l'occidentalisation en faisait la cible principale du ressentiment anti-occidental qui régnait dans le pays.
Des marins furent envoyés étudier dans les écoles navales occidentales pendant plusieurs années, marquant le début d'une tradition d'officiers supérieurs formés à l'étranger, comme l'amiral Enomoto. L'ingénieur naval Léonce Verny fut chargé de construire des arsenaux, dont ceux de Nagasaki et de Yokosuka. À la fin du shogunat Tokugawa en 1867, la flotte du Japon possédait huit navires de guerre à vapeur à l'occidentale autour du Kaiyō Maru, qui furent utilisés contre les forces pro-impériales pendant la guerre de Boshin sous le commandement de l'amiral Enomoto. En 1867, une mission militaire française fut envoyée au Japon pour moderniser les armées du bakufu. Le Japon envoya une délégation pour participer à l'Exposition Universelle de 1867 à Paris.
Vénérant l'Empereur en tant que symbole de l'unité, des extrémistes canalisèrent la violence contre le bakufu et les étrangers. Les représailles étrangères du bombardement de Kagoshima conduisirent à la signature d'un nouveau traité commercial en 1865, mais Yoshitomi fut incapable de faire respecter ce nouveau traité. En 1866, l'alliance Satchō est signée entre les clans Chōshū et Satsuma, la même année l'armée shogunale fut vaincue lors d'une seconde expédition à Chōshū. 
Tokugawa Yoshinobu prit, à contrecœur, la tête du clan Tokugawa et du shogunat après la mort brutale de Tokugawa Iemochi au milieu de l'année 1866. Il tenta de réorganiser le gouvernement sous la tutelle de l'empereur tout en préservant le rôle de généralissime, un système connu sous le nom de kōbu gattai. Craignant la montée en puissance des daimyos de Chōshū et Satsuma, d'autres daimyos réclamèrent que le shogun rende son pouvoir à l'empereur et à un conseil de daimyos. Menacé par une action militaire imminente de Chōshū et Satsuma, Yoshinobu abandonna une partie de son autorité.
Finalement, en 1867, l'empereur Kōmei mourut et fut remplacé par son second fils Mutsuhito, connu sous le nom d'empereur Meiji.

## La fin dubakufu

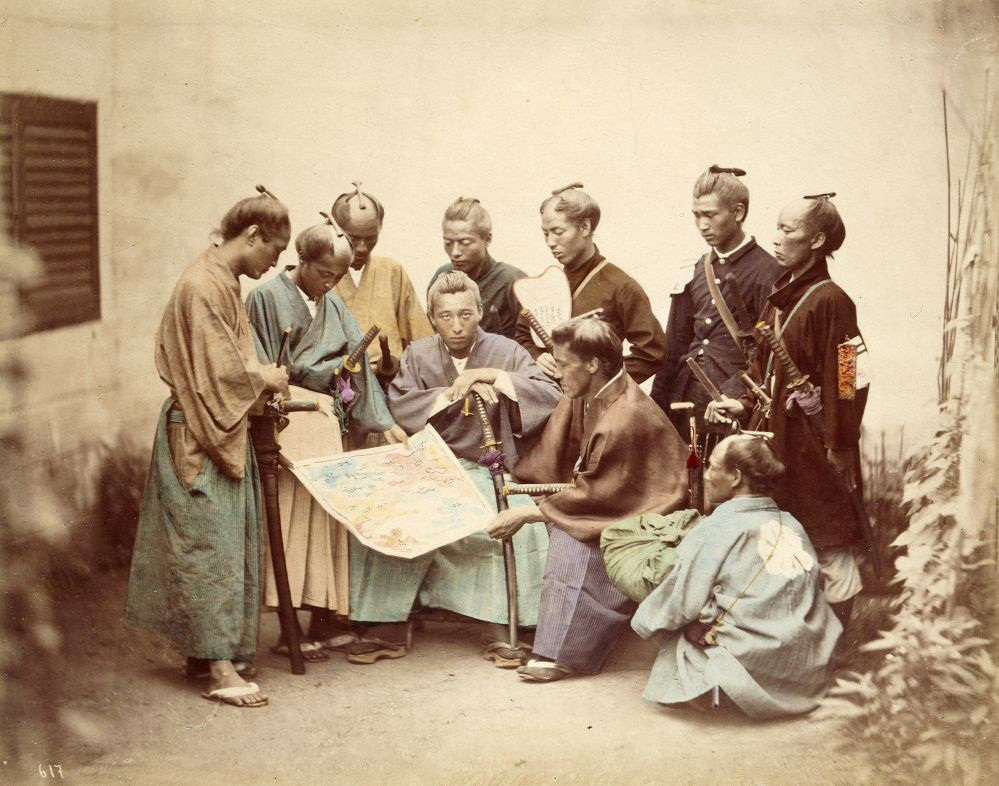
Samouraïs du domaine de Satsuma pendant la guerre de Boshin

Alors que Yoshinobu avait temporairement évité le conflit, les forces anti-bakufu semèrent la panique dans les rues d'Edo grâce à des groupes de rōnin. Les troupes de Satsuma et Chōshū marchèrent ensuite sur Kyoto, pressant la cour impériale d'établir un édit mettant fin au shogunat. Suivant le conseil des daimyos, l'empereur proclama un tel édit qui retira toutes forces au shogunat à la fin de l'année 1867. Cependant, les clans Satsuma, Chōshū et d'autres chefs radicaux se rebellèrent, prirent d'assaut le palais impérial et proclamèrent leur propre restauration le 3 janvier 1868. Yoshinobu accepta l'édit et quitta la cour impériale pour Osaka tout en abandonnant son titre de shogun.
Dans la crainte que le shogunat ait fait semblant d'accepter l'édit pour consolider en secret son pouvoir, les affrontements continuèrent et dégénérèrent en confrontation militaire entre les Tokugawa et les forces alliées de Satsuma, Tosa et Chōshū, à Fushimi et Toda. Alors que la bataille tournait en défaveur des forces shogunales, Yoshinobu quitta Osaka pour Edo, puis capitula et mit fin au pouvoir des Tokugawa et du shogunat qui avait dirigé le Japon pendant 250 ans.
Après la guerre de Boshin (1868-1869), le bakufu fut aboli et Yoshinobu réduit au rôle de simple daimyō. La résistance persévéra dans le Nord en 1868 et les forces navales shogunales de l'amiral Enomoto Takeaki résistèrent pendant six mois à Hokkaidō, où fut fondée l'éphémère République indépendante d'Ezo. La guerre prit fin lors de la bataille de Hakodate, après un mois de combats.

### Personnalités importantes
Shogunat :
- Tokugawa Iemochi
- Tokugawa Yoshinobu
- Ii Naosuke
- Matsudaira Katamori
- Enomoto Takeaki
- Hayashi Tadataka
- Tsugunosuke Kawai
- Kondō Isami
- Toshizō Hijikata

Impérialistes :
- Meiji
- Iwakura Tomomi
- Shimazu Nariakira
- Yoshida Shōin
- Ōkubo Toshimichi
- Sakamoto Ryōma
- Takasugi Shinsaku
- Ōmura Masujirō
- Saigō Takamori
- Katsura Kogoro

Occidentaux :
- Matthew C. Perry
- Townsend Harris
- Jules Brunet

Matsudaira Yoshinaga, Date Munenari, Yamanouchi Toyoshige et Shimazu Nariaki sont souvent regroupés sous le nom de Bakumatsu no shikenkō (幕末の四賢侯).
Observateurs étrangers :
- Ernest Satow au Japon de 1862 à 1869
- Edward et Henry Schnell
- Robert Bruce Van Valkenburgh (en)